# Frontera entre Tailàndia i Laos
La frontera entre Tailàndia i Laos és una línia sinuosa de 1.845 kilòmetres d'extensió en sentit est-sud-oest, que separa el sud-est de Laos del nord-est de Tailàndia. Està formada sobre la major part del curs del riu Mekong, s'estén per Tailàndia al marge dret del riu (a l'oest) i per Laos al marge esquerre (est), amb l'excepció de dues províncies de Laos al marge dret: al nord-oest, la província de Sayaboury, i a l'extrem sud, part de la província de Champasak.

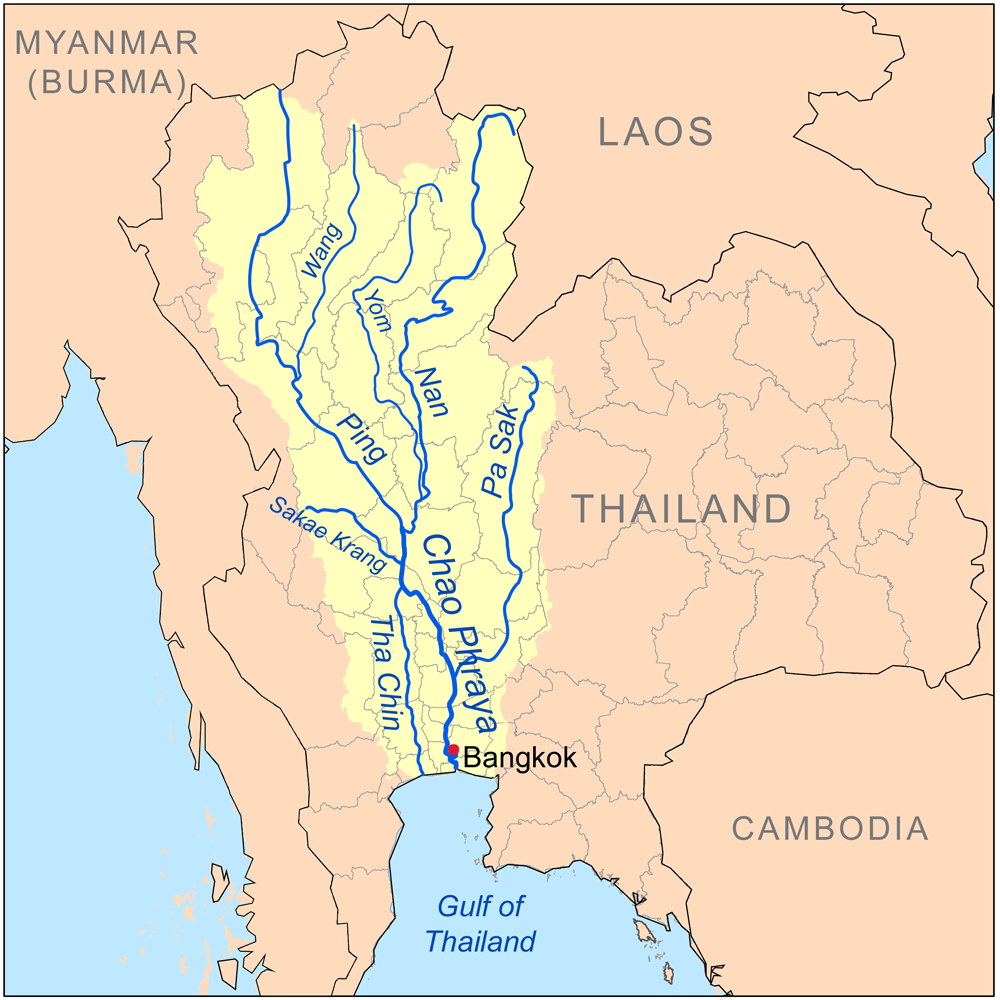
Mapa de la conca hidrogràfica de la Chao Phraya. Al nivell de la província de Sayaboury, la frontera segueix la divisòria d'aigües entre la conca del riu Nan i del Mekong.

Al nivell de la província de Sayaboury, la frontera segueix la línia divisòria d'aigües entre la conca del riu Nan (afluent del Chao Phraya) i el Mekong. A la província de Champasak, segueix el límit meridional de la conca del riu Mun (afluent del riu Mekong) a la frontera entre Tailàndia i Cambodja.

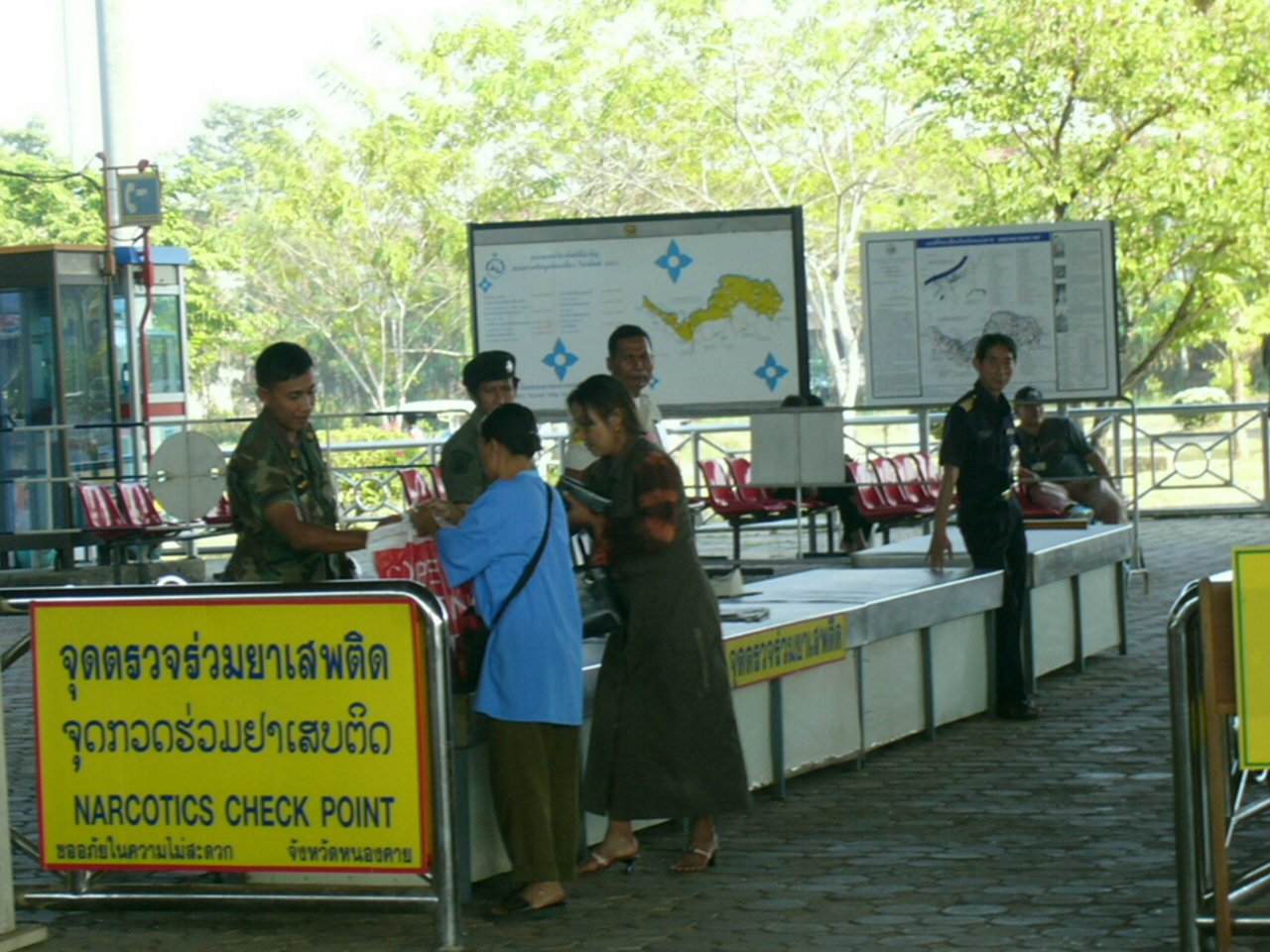
Soldats laosians controlat la frontera pel Pont de l'Amistat

Totes les illes del Mekong formen part del territori de Laos.

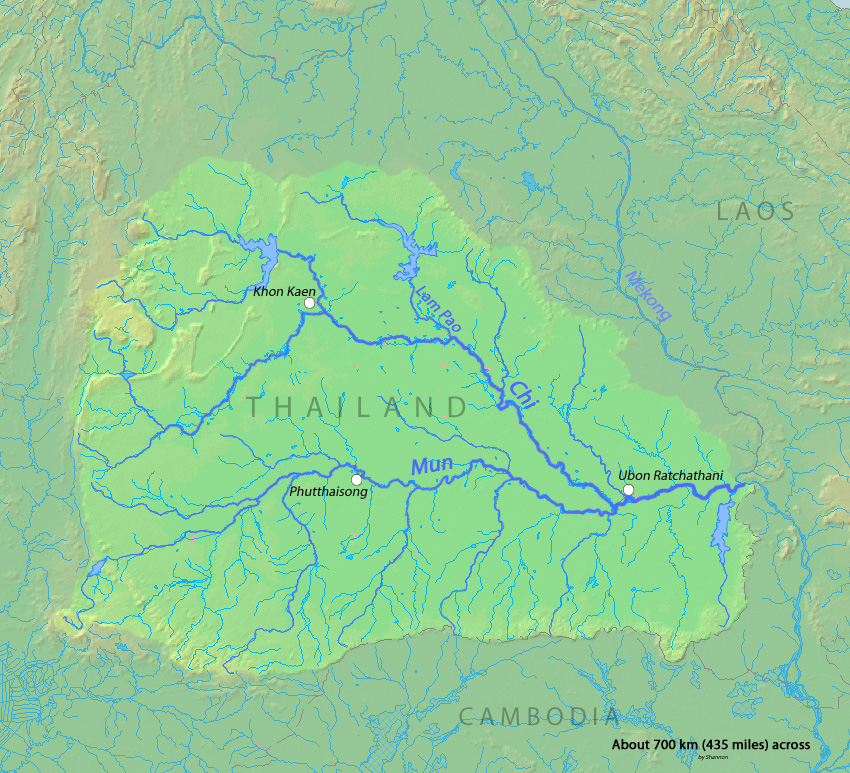
Mapa de la conca del riu Mun. Al nivell de la província de Champasak, la frontera arriba al límit sud-est de la conca.

Al desembre de 2013, hi havia quatre ponts transfronterers:
- Pont de l'Amistat Laosiana-tailandesa, entre Nong Khai a Tailàndia i Vientiane a Laos des de 1994;
- Segon Pont de l'Amistat Laosiana-tailandesa, entre Mukdahan a Tailàndia i Savannakhet a Laos des de 2006;
- Tercer Pont de l'Amistat Laosiana-tailandesa, entre Nakhon Phanom i Thakhek, des de novembre de 2011.
- Pont de Houei Sai, que s'inaugurarà l' 11 de desembre de 2013.[3]

## Història
El traçat de la frontera va ser fixat conjuntament per França i Siam en 1907; França, en una posició de força en un moment en què els imperis colonials francesos i britànics s'estaven expandint al sud-est asiàtic, obté la cessió de dues parts del territori situades a la marge dreta del Mekong, a favor de Laos sobre el qual exercicia un protectorat.
Els desacords sobre això (en particular, a causa de l'explotació de les concessions forestals) van provocar tensions i incidents violents durant els anys vuitanta, sent la més greu la "guerra dels turons" a la província de Sayaboury, entre desembre de 1987 i l'alto el foc del 19 de febrer de 1988, que, segons sembla, va deixar prop de mil morts per ambdós costats. Des de llavors, els dos estats s'han acostat i la frontera ja no està en disputa.